# Paul Victor Avril
Pour les articles homonymes, voir Avril (homonymie).
Ne doit pas être confondu avec Paul Avril.
Paul Victor Avril, né à Alger le 19 octobre 1843 et mort à Neuilly-sur-Seine le 13 mars 1915, est un illustrateur et graveur français, frère de Édouard-Henri Avril dit Paul-Avril. Leurs œuvres sont souvent confondues, puisqu'ils ont travaillé ensemble sur certaines éditions.

## Biographie
Paul Victor Avril naît à Alger le 19 octobre 1843. Fils du colonel de gendarmerie François-Joseph Avril (1795-1857), officier de la Légion d'honneur, Paul Victor est le frère ainé d'Édouard-Henri Avril (1849-1928), tous les deux sont nés à Alger.
Graveur à l'eau-forte, il expose sous son nom au Salon des artistes français de 1884 à 1900 ; il obtient en 1898 une mention honorable au Salon des artistes français puis, en 1895, une médaille de 3e classe et en 1900 une médaille de 2e classe et devient membre de la société du Salon.
Il fait partie de la Société des aquafortistes français depuis 1886.
Il reçoit en 1900 la médaille d'argent de l'Exposition universelle de Paris.
L'ensemble de ses gravures est rattaché à des ouvrages de bibliophilie, comme le signalent Henri Beraldi et les catalogues du Salon. Paul Victor Avril a travaillé entre autres pour Stéphen Liégeard. Un grand nombre de ces ouvrages sont illustrés par son frère, et les compositions de ce dernier sont alors gravées à l'eau forte par Paul Victor, d'où confusion.
En 1904, il dépose deux brevets relatifs à des appareils optiques (dont un viseur) en lien avec la photographie.
Paul Victor Avril meurt à Neuilly-sur-Seine le 13 mars 1915.

## Principaux ouvrages avec eaux fortes
- Mario Uchard, Mon oncle Barbassou, 40 compositions de son frère, J. Lemonnyer, 1884.
- Charles Nodier, Trilby ou le lutin d'Argail, compositions de son frère, Lyon, Société des amis des livres, 1887.
- Œuvres d'Horace, traduites en vers français par Auguste de Bors, Librairie des imprimeries réunies / Motteroz, 1887.
- Jules Michelet, La Femme, deux compositions de son frère, Charpentier, 1889.
- Vivant Denon, Point de lendemain, 13 compositions, Ed. Rouquette, 1889.
- Hugues Le Roux, Les fleurs à Paris, 5 illustrations de son frère, Albert Quantin, 1890.
- Shakespeare, Antoine et Cléopâtre, 10 gravures, Duprat, 1891.
- Daphnis et Chloé, 13 gravures, L. Conquet, 1892.
- Théophile Gautier, Le Roi Candaule, 21 gravures, A. Ferroud, 1893.
- Théophile Gautier, Une nuit de Cléopâtre, préface d'Anatole France, avec 21 gravures, A. Ferroud, 1894.
- Charles Nodier, Inès de Las Sierras, 16 compositions de son frère, Ferroud, 1897.
- Hector France, Sous le burnous, 22 compositions de son frère, Charles Carrington, 1898.
- Stéphen Liégeard, Les saisons et les mois, 48 compositions de son frère, Ancienne maison Quantin, 1899.
- Portraits de bibliophiles célèbres, préfacé par Victor Mercier, incluant 88 eaux-fortes, Société des amis des livres, 1899, avec Eugène Abot, Rodolphe Piguet et Gaston Manchon.